# Дипломатически мисии в Чад
Това е списък на дипломатическите мисии в Чад. В столицата Нджамена са разположени 17 посолства.

## Посолства в Нджамена
| - Алжир - Ватикан - Германия - Египет - Китай - Демократична република Конго - Камерун - Либия - Малтийски орден | - Нигерия - Русия - Саудитска Арабия - Судан - САЩ - Франция - Централноафриканска република - Република Южна Африка |

## Мисии
- ЕС

## Почетни консулства
| - Белгия - Бенин - Великобритания - Гърция - Дания - Индия - Италия | - Канада - Южна Корея - Нигер - Пакистан - Того - Турция |